# دهستان آختاچی شرقی
دهستان آختاچی شرقی نام دهستانی در بخش سیمینه شهرستان بوکان، استان آذربایجان غربی در ایران است. براساس سرشماری مرکز آمار ایران در سال ۱۳۸۵، جمعیت آن ۹۵۷۱ نفر (۱۷۳۹ خانوار) بوده‌است.